# 2243 Lönnrot
2243 Lönnrot este un asteroid din centura principală, descoperit pe 25 septembrie 1941, de Yrjö Väisälä.

## Denumirea asteroidului
Asteroidul a primit numele cu referire la Elias Lönnrot, autorul epopeii naționale a poporului finlandez, Kalevala.